# Roman Abraham
Roman Józef Abraham, född 28 februari 1891 i Lwów, Österrike-Ungern, död 26 augusti 1976 i Warszawa, Polen, var en polsk kavallerigeneral som stred under invasionen av Polen i september 1939 i slaget vid Bzura. Under andra republiken var han brigadgeneral och under en kort period - från 1930 till 1931 - var han också ledamot av parlamentet. Åren 1939-45 var han en krigsfånge i lägret Oflag VII-A Murnau i Tyskland.

## Biografi
Abraham föddes i Lwów i det dåvarande Österrike-Ungern (senare i Polen, nu Lviv, Ukraina ) och var son till Władysław Abraham, professor i kyrkolag och rektor vid universitetet i Lviv. Han studerade vid Jesuit School i Chyrów i Bąkowice och tog examen 1910. Han studerade sedan vid fakulteten för filosofi och juridik vid Jan Kazimierz University i Lviv och tog examen 1915.

## Karriär

### Första världskriget
Under första världskriget tjänstgjorde Abraham från augusti 1914 till oktober 1918 i den österrikisk-ungerska armén vid 1:a regementet för Uhlans för nationellt försvar och kämpade på franska, rumänska, ryska, serbiska och italienska fronter och avslutade sin tjänst som löjtnant i kavalleriet.

### Polsk-ukrainska kriget
I slutet av första världskriget gick Abraham med i de polska militärkadrerna i Lviv. Från den 1 november 1918 i den reformerade polska armén, i rang av löjtnant, var han befälhavare för Góra Strudenia-sektorn i Lviv.
Han byggde upp sin egen enhet, senare kallad "Straceńcami", som kämpade framgångsrikt i olika försvar i Lviv, i försvar av Persenkówka och i Śródmieście. Enheten lyfte det polska baneret vid Lvivs rådhus vid gryningen den 22 november och den 24 november 1918 befordrades han till kapten. Men hans trupper anklagades för många rån och en redogörelse citerade till exempel att den galiciska enheten han anförde kunde plundra bönder som bodde infångade i ukrainska byar och tog med sig allt som kunde transporteras till Lviv.
Från januari till augusti 1919 hade han befäl över en oberoende bataljon, regemente och operationell grupp inom en division under överste Władysław Sikorski. Från augusti 1919 var han officer på operativa avdelningen och observatör i 59:e flygvapenskvadronen. Han deltog också bland annat i polsk-ukrainska strider kring Przemyśl.

### Polsk-bolsjevikiska kriget
År 1920 försvarade Abraham staden Lwow under det polsk-bolsjevikiska kriget. Han sårades under striderna men han fortsatte att utföra sina uppgifter och anförde sin enhet medan han bars på en bår.

### Andra världskriget
Abraham hade befäl över Wielkopolska kavalleribrigaden av armégrupp Poznan under general Tadeusz Kutrzeba. Från 1939-45 var han krigsfånge i Oflag VII-A Murnau i Tyskland. Ett handskrivet kort som han skickade till sin vän i Chicago från sitt fängelse har bevarats och finns nu i Centralne Muzeum Jeńców Wojennychs samlingar.

## Utmärkelser
- Virtuti Militari , silverkorset (1922)
- Cross of Merit , guldkorset (1930, 1938, 1940)
- Polonia Restituta , officerskorset (1933)
- Oberoende kors med svärd (1933)
- Virtuti Militari , guldkorset (1961)
- Polonia Restituta , Commander's kors (1970)
- Cross of Valor, 5 gånger
- Lwów försvarskors
- Légion d'honneur, riddarkorset (Frankrike)